# Éric Durand
Éric Durand est un ancien gardien de but de football français né le 13 août 1965 à Génelard (Saône-et-Loire).
Fils de gardien, il a aussi un frère gardien de but.

## Biographie
À l'âge de 15 ans, Éric Durand intègre le centre de formation de l'AJ Auxerre. En 1981, il dispute avec l'équipe de France cadets le Tournoi de Montaigu. D'abord apprenti, il signe un contrat stagiaire en 1983. 
Barré par Joël Bats et Bruno Martini, il quitte l'AJA sans avoir joué le moindre match avec l'équipe une et rejoint le FC Gueugnon en 1984 qui évolue en 2e division, où il passe 8 ans à jouer le maintien chaque saison. 
Éric Durand atteint tout de même une demi-finale de Coupe de France en 1991 avec les forgerons. 
Il est recruté par Martigues en 1992, rejoint l’élite dès la saison suivante et réussit à maintenir le club en 1re division. Il reste 6 ans au club, disputant 165 matchs en faveur de l'équipe provençale.
En 1997 il part au Sporting Club de Bastia. Il réalise une excellente première saison, terminant deuxième meilleur gardien du championnat de France derrière Fabien Barthez. 
Éric Durand reste quatre saisons à Bastia, devenant l'un des meilleurs gardiens de l'histoire du club. En 2000, il réalise un match fabuleux en 1/4 de finale de la Coupe de la Ligue contre Lyon à Gerland. Il élimine presque à lui seul l'équipe (victoire 0-1 de Bastia), réalise de nombreux arrêts déterminant et stoppe même un penalty à la dernière seconde de la prolongation (123e minute ...).
À l'intersaison 2001-2002, le nouvel entraîneur du club corse, Robert Nouzaret, décide de titulariser l'espoir Nicolas Penneteau. Éric Durand part alors finir sa carrière à Rennes. Il arrête définitivement sa carrière en 2003.
À partir de 2004, il est entraîneur des gardiens du club insulaire. Il porte même de manière éphémère en intérim la charge d'entraineur en même temps que Michel Padovani lorsque François Ciccolini se voit remercié au printemps 2005 ; ce qui n'empêche pas le club de descendre en fin de saison. 
En janvier 2006, il est candidat au BEES 2e degré, mais ne l'obtient pas. 
En 2007, il retourne au FC Gueugnon, son club de cœur, où il s'occupe des gardiens. Lors de la saison 2008-2009, il est entraîneur au FC Montceau Bourgogne (CFA), tout d'abord responsable des gardiens de but. Depuis juin 2009, il entraîne l'équipe réserve du FC Montceau (Division d'Honneur) et a la charge des gardiens seniors du club. 